# Project Zero II: Crimson Butterfly
Project Zero II: Crimson Butterfly, conocido en Japón como Zero ~Akai Chō~ (零〜紅い蝶〜?) y en América como Fatal Frame II: Crimson Butterfly es la segunda entrega de la saga de videojuegos de terror Project Zero, del subgénero de Horror de supervivencia, desarrollado por Tecmo. Fue lanzado solo para PlayStation 2 y Xbox. En el año 2012 fue publicada una nueva versión del juego, exclusivo para la videoconsola Wii, con el nombre de Project Zero 2: Wii Edition. (Project Zero 2: Deep Crimson Butterfly). Aunque desde 2013, la versión de PlayStation 2 está disponible en la PlayStation Store, pudiendo ser adquirido y jugado en una PlayStation 3, cabe recalcar que sólo está en la tienda estadounidense y no es una adaptación oficial, sino una emulación del mismo.

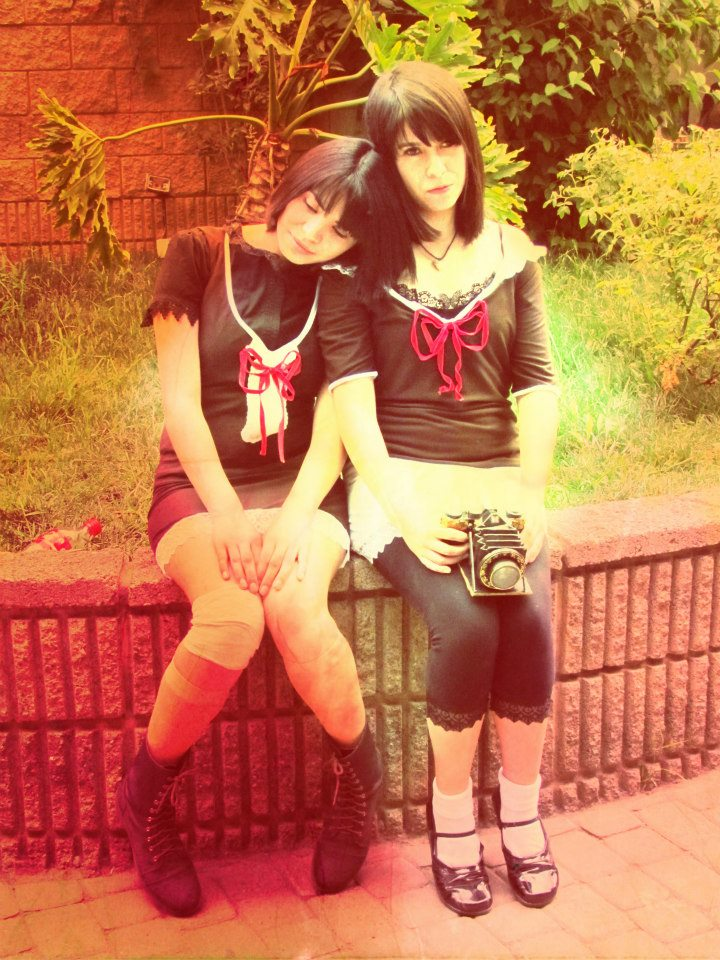
Cosplay de Project Zero II

## Argumento
El juego cuenta la historia de dos hermanas gemelas japonesas, Mayu y Mio, que paseando en el bosque donde jugaban de pequeñas, Mayu siente una extraña presencia, y parece ver lo que es una mariposa de color carmesí brillante.
Su hermana Mio, al verla irse, decide seguirla por una senda hasta que llegan a lo que parece ser un pueblo abandonado, cubierto por una extraña oscuridad. Ellas conocen la leyenda de un pueblo al que todo el mundo llega cuando se pierde en el bosque, y del que no se puede salir.
Deciden investigar en las casas, comenzando por la principal, siguiendo el instinto de estas extrañas mariposas.
A través de notas y manuscritos van descubriendo que pasó allí.
Mio, la protagonista de este juego, encontrará una cámara llamada la cámara oscura. Esta le permitirá ver a los espíritus, que a través de tipos de carretes, podrás fotografiar para defenderte de ellos, provocándoles daño.
También cuenta con una radio, la radio de cristal, en la cual podrá oír mensajes de los espíritus a través de los cristales y minerales que dejan cuando los derrota.
Pronto descubrirán la historia del pueblo y sus costumbres: un macabro ritual que llevaban a cabo principalmente con gemelas, aunque también se llega a realizar con gemelos.

## Historia
Cuenta la historia de un pueblo japonés llamado All God, aislado del resto del mundo.
En este pueblo se solía hacer una serie de sacrificios humanos para no enfadar al abismo infernal, en el que, supuestamente, habitaba un gran poder maléfico.
Uno de los sacrificios (el ritual carmesí), fue el de los gemelos Itsuki y Mitsuki, salió mal, por lo que Ryokan Kurosawa, el patriarca de la aldea, decide que en el siguiente Ritual carmesí participaran sus dos hijas gemelas Yae y Sae, pero a Yae le horrorizaba la idea del ritual y tras convencer a su hermana Sae, deciden huir al mundo exterior. Logran salir del pueblo con la ayuda de Itsuki, pero mientras huyen por la senda que les llevará al exterior Sae tropieza y cae en un terraplén, y su hermana Yae no se da cuenta, por lo que sigue adelante dejando a Sae atrás, en manos de los fanáticos habitantes del pueblo.
Los aldeanos no saben que hacer, ya que solo tienen a Sae y necesitan a su hermana gemela también para realizar el Ritual carmesí, pero al final, Ryokan decide hacer el sacrificio de todas formas; los sacerdotes ahorcan a Sae y arrojan su cadáver al abismo infernal.
Pero al realizar el ritual con solo una gemela y de la manera imprevista, el poder maldito del abismo se desata, cubriendo el pueblo con una oscuridad eterna y poseyendo a Sae, que junto con el kusabi (guardián del abismo y alma del maestro del amigo de Itsuki) acaban con todos los habitantes del pueblo y condenan a sus almas a permanecer allí por toda la eternidad, en el desastre conocido como "La Penitencia".
Desde entonces, el pueblo quedó atrapado eternamente en la noche del ritual y el único sonido que se oye, de vez en cuando, es la risa diabólica de Sae. Todo aquel que se adentre en el bosque y cruce el torii que marca la entrada del pueblo jamás podrá regresar.

## Personajes
Mio Amakura: Mio es la hermana menor de las gemelas. Esta chica de carácter extrovertido será el personaje que controlaremos en casi todo el juego. Tiene un sexto sentido, pero no es tan sensible como el de su hermana. De pequeña, Mio corrió bastante, más de lo que Mayu pudiese correr. Su hermana intentándola alcanzar, se resbaló. Las consecuencias de tal caída hicieron que Mayu quedase algo coja. Desde entonces, Mio se siente culpable y le prometió a Mayu que no la volvería a dejar.
Mayu Amakura: Mayu es la hermana mayor de las gemelas. pocas veces la controlaremos y cuando lo hagamos la pantalla se pondrá gris, sin embargo lo único que hay que hacer será seguir a las mariposas carmesís. Esta chica introvertida será la causa de que nos encontremos en el pueblo de All God. Tiene un sexto sentido mejor que el de su hermana Mio. De pequeña, estaba jugando con su hermana en el bosque, hasta que llegó un momento en que la distancia entre ambas hermanas empezó a crecer. Mayu intentando alcanzar a su hermana se resbaló y desde aquel entonces anda un poco coja y no puede correr.
Itsuki Tachibana:
Itsuki es un chico con el pelo blanco al que Mio encuentra encerrado en el pueblo de All God. Itsuki es amigo de la infancia de Ryozo, Yae y Sae. Él era un "Gemelo del Altar" que tuvo que acabar con la vida de su hermano gemelo Mutsuki en el Ritual Carmesí convirtiéndose en uno de "los que se quedan" (The Remaining). Prometió a Mutsuki que el ritual no se volvería a realizar, así que ayudó a Yae y a Sae a escapar del pueblo para que no pasaran por el mismo sufrimiento. Itsuki fue atrapado y encerrado por ayudar a las gemelas a escapar. Poco después se quita la vida ahorcándose en su celda. Cuando Mio se lo encuentra la confunde con Yae y le da consejos para escapar de allí lo más pronto posible junto a su hermana Sae (Mayu).
Sae Kurosawa:
Sae es la hermana gemela de Yae e hija de Ryokan. Tras haber resbalado por el terraplén, es recogida por los habitantes de All God´s Village (El pueblo de todos los dioses). Mientras está en el pueblo, descubre que Itsuki se había suicidado tras ser encerrado en una celda por ayudarlas a escapar, por lo que se echa la culpa (se cree que Sae sentía algo más por Itsuki). Espera que su hermana gemela Yae regrese por ella para poder realizar el ritual y convertirse en una con ella, sin embargo Yae no vuelve y realizan el ritual con Sae. El espíritu de Sae es poseído, regresa junto con el del Kusabi y mata a los habitantes del pueblo. Al ver a Mio, comienza a creer que es Yae, por lo que posee a Mayu y las hace adentrarse en el pueblo con la intención que se realice el ritual. Aparecerá en informes del pueblo, así como diarios y muchas tomas, cuando aparezca, la escena se pondrá gris; perseguirá a Mio en un capítulo. Esta fantasma junto con el Kusabi serán los únicos a los que no podremos atacar sino hasta el final. "Are you leaving me again?" ("¿Me estas dejando de nuevo?") es su frase que la caracteriza, así como su diabólica risa.
Mutsuki Tachibana:
Mutsuki únicamente aparece en la lista de fantasmas, pero se le menciona en muchos de los diarios que se van encontrando. Es el hermano gemelo de Itsuki y hermano mayor de Chitose. Es otro "Gemelo del Altar" y forma parte en el Ritual Carmesí. Antes de acabar con dicha ceremonia, hizo prometer a su hermano Itsuki que haría todo lo posible para que Yae y Sae no tuvieran que realizar el ritual. Pero algo ocurrió en el ritual, que éste falló (no se saben las causas exactas, sin embargo se cree que falló porque Itsuki amaba demasiado a su hermano). Este fantasma se encuentra en una habitación de la casa Tachibana.
Yae Kurosawa:
Yae es la hermana gemela de Sae e hija de Ryokan. Convence a su hermana gemela para escapar juntas y así no realizar el ritual. Mientras están escapando Sae se tropieza quedándose atrás, pero Yae no se da cuenta y continua. Poco después, al ver que falta su hermana, intenta llegar al pueblo, pero se acaba perdiendo en el bosque. Cuando por fin consigue llegar, pudo ver que la ceremonia había fallado al usar solo a Sae y que el pueblo estaba destrozado, por lo que queda traumada y pierde la memoria. Es entonces cuando Ryozo la encuentra, la cuida y al final la acaba tomando como esposa. 
Ryozo Munakata:
Este personaje no es que aparezca mucho, pero se le mencionan en bastantes diarios. Es el aprendiz de Seiji. Cuando era pequeño, visitó el pueblo de All God, donde conoció a Itsuki y se hicieron amigos. Ryozo acaba escapando del pueblo antes de que el Ritual Kusabi tuviese lugar, no sin antes prometerle a Itsuki que volvería para ayudar a Yae y a Sae a escapar del pueblo. Cuando él regresa, se encuentra a Yae sin memoria, a la que al final toma como esposa.

## Relación con Project Zero (primer juego)
Ryozo Munakata y Yae Kurosawa, también son personajes que aparecieron dentro del primer juego. Se les puede ver dentro de las cinemáticas, en archivos y en la correlación que hay dentro del menú de archivos (Files), y más destacadamente como fantasmas a los que se tiene que enfrentar Miku Hinasaki, protagonista del primer juego.
Ryozo se encontró a Yae con severos traumas a las afueras de All God's Village, la llevó a su casa, cuidó de ella hasta que se mejoró y posteriormente se enamoraron, y se comprometieron en matrimonio. Seguido de eso tuvieron a su hija Mikoto, y luego se alojaron en la mansión Himuro, donde más tardar, y sin mucha diferencia de los horrores ocurridos en All God, encontraron sus muertes a manos de Kirie, la doncella de la sogas y último jefe del juego, y de la desesperación y el suicidio, respectivamente para Ryozo y Yae.
Teniendo en cuenta que en Project Zero Yae no menciona nada acerca de los eventos que ocurren dentro de Project Zero II: Crimsom Butterfly, es presumible decir que haya perdido la memoria, quizá por la conmoción que tuvo al no poder permanecer con su hermana gemela Sae.
Después de que Kirie cumpla su destino y selle la puerta del infierno, liberando al resto de fantasmas, Yae toma su apariencia de adolescente y se introduce en el cuerpo de Mio Amakura sabiendo que ella y su hermana Mayu son atraídas al pueblo de All God para así reencontrarse con el espíritu de su hermana Sae.
Nota: Esto último solo se ve en el final exclusivo para Xbox (Promise Ending) de Project Zero II.

## Rituales
- Ritual Carmesí

Consistía en que una pareja de gemelos hicieran un rito frente al abismo sagrado, en el que el gemelo mayor (el nacido segundo según la tradición del pueblo) estrangulará al menor y arrojará su cadáver al abismo sagrado. Al hacerlo, el pelo del gemelo mayor se volvía blanco y en su cuello aparecía la marca de una mariposa, el gemelo menor se convertía en un espíritu con forma de mariposa carmesí y regresaba al pueblo.
Se suponía que así, ambos gemelos se hacían uno y adquirían el poder de una deidad para proteger al pueblo del poder maléfico del abismo. Los gemelos que seguían con vida eran llamados "los que quedan", y eran temidos y respetados, pero al parecer finalmente acababan muriendo de pena, y sus cuerpos eran enterrados en el Árbol sagrado. Si los gemelos eran chicos, se llamaban "Gemelos del altar" (Altar Twins), y si eran chicas eran las "Doncellas del altar" (Shrine Maidens).
- Ritual Kusabi/De las Sombras

Este ritual se hacía en caso de no tener disponibles unos gemelos para el sacrificio principal, aunque solo tranquilizaba temporalmente al Abismo Infernal, por lo que solo servía para conseguir más tiempo para realizar el Ritual Carmesí. En él, un "extranjero" de fuera del pueblo era suspendido en el aire mediante sogas en la antesala del abismo y después, los sacerdotes le herían brutalmente en el cuerpo con lanzas, dejándole al borde de la muerte. Cuanto más sufrimiento se le provocara al extranjero, mayor valor de sacrificio tenía. Después se le descolgaba y, si todavía estaba vivo, se le arrojaba al abismo para convertirlo en un kusabi. Si la persona ya había muerto cuando la descolgaban, se consideraba un kusabi fallido y su cuerpo era sepultado en las paredes del pasillo que conectaba la antesala con la sala del abismo.

## Finales
Debes controlar a las dos gemelas (Mio y Mayu), para guiarlas y descubrir el trágico final de la historia, el cual puede variar, pero en la edición de Wii se añadieron todos los finales, incluyendo el de xbox, junto a 2 nuevos finales exclusivos de la versión de Wii, independientes de la dificultad, se pueden conseguir con ciertos propósitos: 
- Final "Mariposa Carmesí"; Crimson Butterfly

Wii: En el capítulo 8, no debes llevar a Mayu al puente Kurosawa, al Proyector de Kiryu y al puente que une la casa Kiryu y la casa Tachibana, en el capítulo 9 debes derrotar al Kusabi en al menos 1 minuto.
El final normal. Al llegar al abismo, Mio y Mayu, ante la presencia de los sacerdotes fantasmas, realizan el Ritual Carmesí, Mio estrangula a su hermana y los plañideros arrojan su cadáver al abismo. Mio se da cuenta 
de lo que ha hecho y se acerca al abismo, pero de este surge una mariposa carmesí, es Mayu, que se une al resto de mariposas, mientras Mio, llorando, le pide perdón. La mariposa de Mayu toca un instante a Mio en la mano como diciéndole que la perdona antes de desaparecer con las luces del alba, que por primera vez desde hace años, ilumina el pueblo de All God, ya rota la maldición de Sae, con el sacrificio de Mayu.
Después de los créditos, Mio aparece sentada en un banco sola, contemplando el gran lago y en su cuello hay una marca en forma de mariposa. De acuerdo con los creadores del juego, este desenlace es canónico con los eventos de Project Zero 3: The Tormented.
- Final "El ritual de las sombras"; Shadow Ritual

Wii: En el capítulo 8, debes llevar a Mayu al puente Kurosawa, al Proyector de Kiryu y al puente que une la casa Kiryu y la casa Tachibana, en el capítulo 9 debes derrotar al Kusabi en al menos 5 minutos.
Tras vencer al Kusabi y ver como unos monjes corren para alejarse mientras avisan de la llegada de la penitencia, Mio se dirige junto a Mayu pero le dice que es demasiado tarde, la penitencia ha despertado y volverá la oscuridad de nuevo en el pueblo, pero Mio decide estar al lado de Mayu, teniendo un sueño lejano, en el cual cumplirá la promesa de llevarla al festival y no abandonarla en ningún momento, ellas duermen juntas, para siempre, cumpliendo la promesa que le hizo Mio hacia Mayu.
- Final "La mariposa congelada"; Frozen Butterfly

Wii: En el capítulo 8, debes llevar a Mayu al puente Kurosawa, al Proyector de Kiryu y al puente que une la casa Kiryu y la casa Tachibana, en el capítulo 9 debes derrotar al Kusabi en al menos 5 minutos e vencer a Sae sin Fatal Frame.
Después de vencer a Sae, Mayu se libera del alma poseída de Sae, Mio va en su ayuda, abrazándola y alegrándose de haberla encontrado, pero sin embargo, Mayu le pide a Mio que haga el ritual para formarse en una sola, pero Mio reacciona a tiempo y se niega, Mayu empieza a decepcionarse de la reacción de Mio y empieza a delirar, hasta volverse completamente loca como Sae, viendo la masacre que ocurrió pero se observa a Sae como se le cae una lágrima en su rostro, al instante se ve un flashback en la que Mayu ríe mientras llora y le acaricia la rodilla torcida y Mio esta como dormida...
Ya en el presente, Mayu se acerca a Mio y le propone quedarse allí para siempre y juntas mientras la deja inconsciente, luego en la escena de la masacre, Mayu acaricia el pelo del cuerpo sin vida de su hermana Mio... 
Tras la canción, Mayu empieza a pintarle los labios de la cabeza de Mio, al acabar, absorbe sus ojos llorosos mientras se ve una escena que nos resulta muy familiar..
- Final "Abismo Infernal"; Hellish Abyss

Wii: En el capítulo 8, debes llevar a Mayu al puente Kurosawa, al Proyector de Kiryu y al puente que une la casa Kiryu y la casa Tachibana, en el capítulo 9 debes derrotar al Kusabi en al menos 5 minuto e vencer a Sae con Fatal Frame.
Este final solo se consigue al vencer a Sae en el Capítulo Zero, al que solo se accede acabando el juego en modo difícil (versión de Playstation 2) y en modo Fatal o Mortal (versión de Xbox). Tras darle el golpe de gracia a Sae, ella y Mayu caen hacia atrás, hacia el abismo. Mio deja caer la cámara y logra agarrar a Mayu del brazo justo a tiempo, mientras el fantasma de Sae desaparece en las profundidades del abismo maldito. En ese instante Mio recuerda la advertencia de Itsuki de no mirar al interior del abismo, pero ya es demasiado tarde, Mio mira y ve los espíritus furiosos de los gemelos sacrificados, de repente, hay un flash de luz. Luego se ve a Mayu, ya a salvo, ayudando a Mio a incorporarse, que se halla al borde del abismo con las manos en los ojos, Mio dice que no recuerda como lograron salir del pueblo.
Después se ve a ambas en el mismo banco al borde del gran lago del final anterior, Mayu le pregunta a Mio si ya pueden irse, Mio dice que si, se levantan, y vemos que Mio tiene los ojos cubiertos por una venda, porque se quedó ciega al mirar dentro del abismo maldito.
- Final "Promesa"; The Promise (Solo en exclusivo en Xbox y Wii)

Wii: En el capítulo 8, no debes llevar a Mayu al puente Kurosawa, al Proyector de Kiryu y al puente que une la casa Kiryu y la casa Tachibana, en el capítulo 9 debes derrotar al Kusabi en menos de 1 minuto.
El final feliz del juego, está disponible para las versiones xbox y Wii. Mio corre hacia la sala del abismo, mientras se oye la voz de Mayu/Sae preguntando porque la dejó sola y rompió su promesa. Mio llega al abismo y allí vemos a los fantasmas de los sacerdotes con velo golpear el suelo con sus varas mientras Mayu se dirige hacia el borde del abismo. Gritando el nombre de su hermana, Mio se precipita en la sala y al instante, los sacerdotes se esfuman y de su cuerpo sale un espíritu, es Yae. Yae se dirige hacia Sae, que se da la vuelta y dice que sabía que vendría; Yae se disculpa por no haber cumplido la promesa que le hizo, Sae contesta que lo entiende, de repente, al otro extremo aparece el kusabi, que señala al abismo con un dedo, pero Yae y Sae ya han tomado su decisión. Ambas gemelas se colocan al borde del abismo, y tras recordar su promesa de permanecer juntas para siempre, se cogen de la mano en un resplandor carmesí. Al hacerlo, los cordones carmesí de sus kimonos se unen de nuevo; Yae le dice a su hermana que ya pueden irse.
Mio comprende lo que pretenden los dos fantasmas y corre hacia ellas, logrando sacar a Mayu de Sae en el instante en que ambas gemelas se precipitan juntas al abismo. Yae y Sae, aún cogidas de la mano, desaparecen en las profundidades del abismo, con una última frase de Sae: "no dejaré que te vayas de nuevo". Ambos fantasmas se fusionan en la silueta de una mariposa carmesí...
Mio llora al borde del abismo mientras abraza a Mayu, todavía en shock, feliz por haber logrado salvarla, de repente, del abismo surge una mariposa carmesí, son Yae y Sae, que les dan las gracias y se van volando, entonces, del abismo salen cientos de mariposas más, siguiendo a la de Yae y Sae. En el pueblo, todos los fantasmas (Miyako, Masami, Chitose, Kurosan, Itsuki...) están congregados en las calles y las terrazas, viendo a las mariposas elevarse.
Mio y Mayu salen del bosque, mientras ven como las mariposas carmesí desaparecen en el cielo nocturno. Mio le dice a su hermana que siempre ha pensado en aquel día, y que hubiera pasado si le hubiera cogido la mano... Mayu reconoce que se asustó al ver como ella se iba. Mayu continua diciendo que probablemente ambas vivirán y un día quizá mueran separadas, y no le gustaba eso, pero ahora sabe que su hermana siempre estará con ella, Mio comenta que puede que no se vuelvan una, pero no dejará que se vaya de nuevo, mientras, Una columna de Mariposas carmesí se elevan, el sol sale por primera vez y su luz ilumina por primera vez el pueblo de All God, ya rota la maldición... porque Mio y Mayu cumplieron su promesa hasta el final, y ayudaron a cumplir la de Yae y Sae.
- Final Huida; Runaway (Final malo)

Este final se consigue en cualquiera de las dificultades. En vez de seguir tu camino hacia la casa Kurosawa, para ir al Abismo y salvar a Mayu, vas al santuario Kureha, Mio va a la puerta que ya está abierta y baja las escaleras para salir del pueblo, diciendo que lo siente, que debe romper la promesa. Mientras corre para salir del pueblo escucha a Sae que le pregunta si la está dejando de nuevo, ya que Yae está dentro de Mio. Mio se asusta y recordando las palabras "No mires atrás" que le había dicho Itsuki, antes de mirar escucha a Mayu diciendo "Mio, ¿No lo prometimos? Siempre juntas", Mio llama a Mayu, pensando que está ahí, mira hacia atrás y se encuentra con el espíritu de Sae. Mio despierta donde había comenzado el juego, en las afueras de All God y ve el gran lago, preguntándose dónde está Mayu, que había quedado atrapada en el pueblo. Luego se escuchan las voces de Sae y Mayu diciendo "Esperaré... por siempre".